# Luby
Luby es una localidad del distrito de Cheb en la región de Karlovy Vary, República Checa, con una población estimada a principio del año 2018 de 2128 habitantes. 
Se encuentra ubicada al este de la región, cerca de la orilla del río Ohře —un afluente izquierdo del río Elba— y de la frontera con Alemania.